# Eli (biblisk person)

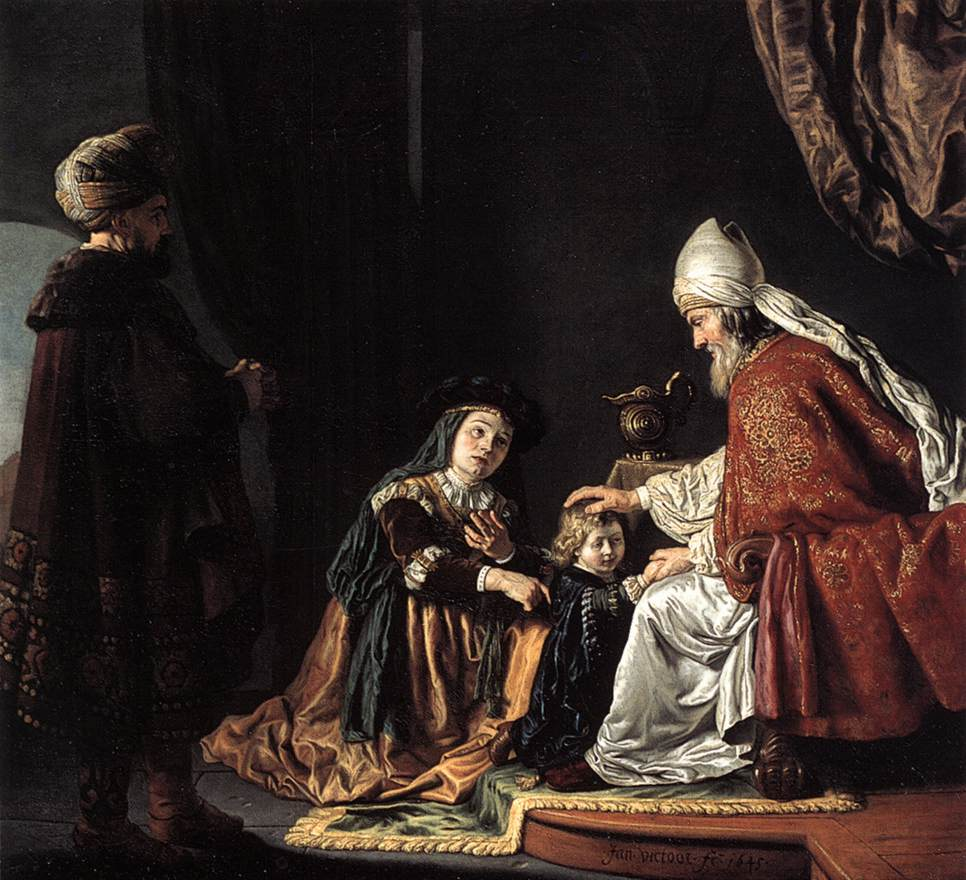
Hanna presenterar sin son Samuel för Eli som sitter till höger. Målning från 1645 av Jan Victors.

Eli var enligt Första Samuelsboken överstepräst vid templet i Shilo där förbundsarken förvarades. Han uppges ha varit domare i Israel i fyrtio år. (1 Sam 4:18)

## Eli enligt Första Samuelsboken
Eli omtalas första gången i Första Samuelsboken kapitel 1, vers 3 där berättas att Hanna och hennes man Elkana årligen kom till Silo, där Elis båda söner Hofni och Pinehas var präster. I episoden berättas även om den ofrivilligt barnlösa Hanna från Rama inne i templet tillber Gud i förhoppningen att bli gravid. Hon ber inför Herren med mycket hängivelse och Eli ger akt på att bara hennes läppar rörs men hennes röst hörs inte. Då misstänker Eli felakigt att Hanna är alkoholpåverkad under bönen, men Hanna svarar till Eli "Nej, min herre. Jag är en hårt prövad kvinna. Vin och starka drycker har jag icke druckit, men jag utgöt nu min själ för HERREN. Anse icke din tjänarinna för en ond kvinna..." (1 Sam 1:15). Hanna föder sedan pojken Samuel.
Eli var far till pojkarna Hofni och Pinehas, två odygdspåsar, vilka omnämns som onda i andra kapitlet. Bland annat skapar sönerna oreda genom att hota med våld när israeliterna kommer till uppenbarelsetältet för att offra. De uppges även ligga med templets tjänstekvinnor, men när fadern, Eli, manar dem att skärpa sig, tar de ingen som helst notis. (1 Sam 2:12-25)
Eli är gammal och skumögd när Samuel kommer till templet. Inför Samuel uppenbarar sig Gud en natt och förbannar Eli för att denne inte har satt stopp för sönernas otukt. Gud är tydlig: de har alla begått synder som inga offer kan uppväga. Morgonen därpå berättar Samuel för Eli vad Gud har sagt. (1 Sam 3)
Mellan Israel och filistéerna utbryter sedan krig. Israel lider stora förluster och i ett försök att ingjuta moral hämtas förbundsarken, det synliga beviset på Guds närvaro, till slagfältet. Filistéerna visar dock ingen nåd, utan krossar Israel i bataljen och stjäl arken. Elis båda söner dödas, och när en budbärare upplyser Eli om detta samt om förlusten av förbundsarken dör Eli efter att ha ramlat av stolen och brutit nacken i fallet. (1 Sam 4)